# L'eternità e un giorno
L'eternità e un giorno (Mia aiōniotīta kai mia mera) è un film del 1998 diretto da Theo Angelopoulos. Pellicola dal carattere allegorico, è interpretata fra gli altri da Bruno Ganz, Isabelle Renauld e Fabrizio Bentivoglio.
È stato presentato in concorso al 51º Festival di Cannes, dove ha vinto all'unanimità la Palma d'oro.

## Trama
Alexandros, un poeta ed intellettuale greco in età avanzata, è pronto a lasciare la casa sul mare di Salonicco dove ha sempre vissuto, per affrontare un ricovero, forse addirittura definitivo, in ospedale.
Ritrovata per caso una lettera della moglie Anna in cui descrive un giorno d'estate di trent'anni prima, Alexandros comprende di essere giunto a un punto di svolta della propria vita e, complice l'incontro con un bambino albanese immigrato clandestinamente, comincia un viaggio senza meta, unicamente per raccogliere - e far quadrare - sentimenti e suggestioni del passato con la malinconia del tempo presente.

## Distribuzione
Il film è stato presentato in anteprima al Festival di Cannes il 23 maggio 1998.

## Riconoscimenti
- 1998 - Festival di Cannes[1]
  - Palma d'oro
  - Premio della giuria ecumenica